# Mike Al Becker
Mike Al Becker (* 29. Juli 1961; † 28. August 2021, gebürtig Michael Becker) war ein deutscher Musiker.
Als 13-Jähriger begann er seinen musikalischen Werdegang mit der Gitarre. Infolge eines Auffahrunfalls brach sich Becker 1987 unverschuldet das Genick in Höhe des Wirbels C5. Seitdem war er vom Hals abwärts querschnittgelähmt.
1992 erlernte Becker das Mundharmonikaspiel. Er formierte eine fünfköpfige Band und verarbeitete seine Erfahrungen als Rollstuhlfahrer in diversen Texten. So entstand 1996 seine erste CD mit dem Titel Rollimann. Zunächst nur als kleines Projekt geplant, lieferte er eine CD mit neun Stücken, die er alle selbst getextet hatte. Auch ein Video-Clip wurde gedreht.
1997 formierte er seine Band neu, diesmal unter dem Namen Mike Al Becker & Die Simulanten. Musikalische Unterstützung erhielt er durch den ehemaligen Extrabreit-Gitarristen Uli Ruhwedel und den ehemaligen Extrabreit-Drummer Michael Gaßmann. Unter dem Titel Junge, halt die Füße still wurde eine neue CD aufgenommen. Im Jahr 2000 erhielt die Gruppe die Möglichkeit, für den Fußballverein FC Schalke 04 eine Vereinshymne zu kreieren. Der Titel des Stückes war Für immer und wurde offiziell an Rudi Assauer und die Schalker Mannschaft überreicht. Im vollbesetzten Park-Stadion, welches 70.000 Leute fasste, lief der Titel an jedem zweiten Samstag.
Später setzte Becker einen neuen Gitarristen ein. Die Gruppe erhielt die Möglichkeit, zur Eröffnung eines barrierefreien Hotels in Berlin Rheinsberg zu spielen, unter anderem vor Manfred Stolpe und Leo-Ferdinand Graf Henckel von Donnersmarck. Zwischenzeitlich war Mike Al mit seiner Band des Öfteren in Behinderten-Fachzeitschriften zu sehen.
2008 brachte er eine neue CD mit dem Titel „Irgendwas ist immer“ heraus. 2012 erschien eine Doku des Dortmunder Filmemachers Thomas Berger über ihn mit dem Titel "Mike Al Becker - Portrait eines Rock `n Roller`s".